# Centre de liaison et d'information des puissances maçonniques signataires de l'appel de Strasbourg
Il Centre de liaison et d'information des puissances maçonniques signataires de l'appel de Strasbourg (CLIPSAS) è un'organizzazione internazionale di obbedienza massonica liberale, fondata nel 1961 a Strasburgo, allo scopo di garantire la libertà di coscienza all'interno delle strutture della massoneria francese ed estere.
Ad esso aderiscono 104 obbedienze massoniche. Il presidente in carica è François Padovani.

## Storia
Il CLIPSAS nacque il 22 gennaio 1961 a seguito di un appello lanciato dal Grande Oriente di Francia  e fatto proprio da altre undici obbedienze massoniche indipendenti, distaccatesi dalle logge deiste di corrente anglo-sassone, che si definivano le uniche forme regolari rappresentate dalla Gran Loggia Unita d'Inghilterra (UGLE). 

Fu quindi rivolto un appello a tutte le obbedienze liberali del mondo che non riconoscevano un "dogmatismo intransigente" al fine di assicurarsi nel rispetto della propria sovranità, dei propri riti e simboli, e dei principi della massoneria speculativa francese (franc-maçonnerie) delle origini..
Il CLIPSAS ha un rappresentante osservatore all'ECOSOC, comitato del Consiglio economico e sociale delle Nazioni Unite.
I principi fondamentali di questo gruppo di obbedienze differiscono dai quelli di base inglesi e dai punti di riferimento nordamericani rispetto ad almeno due elementi essenziali:
- l'obbligo tradizionale della fede in Dio Creatore e Grande Architetto dell'Universo (GADU) è sostituita da "un'assoluta libertà di coscienza";
- sono riconosciute le obbedienze massoniche femminili o miste.[4]

Ad agosto del 2019, i delegati presenti al Convento del Grande Oriente di Francia approvarono la proposta del Gran Consiglio dell'Ordine per l'uscita dal CLIPSAS, dando attuazione alle proposte del Libro bianco sulla politica internazionale dell'obbedienza. I voti favorevoli furono 1091, contro 91 contrari.